# Petit-Tenquin
Petit-Tenquin là một xã trong tỉnh Moselle, vùng Grand Est đông bắc nước Pháp.